# Horváth Jenő (író)
Horváth Jenő (Marosújvár, 1900. október 13. – Kolozsvár, 1989. szeptember 13.) erdélyi magyar teológus, író, költő, publicista.

## Életpályája
Középiskolai tanulmányait a nagyenyedi Bethlen Kollégiumban (1920), főiskolai tanulmányait a kolozsvári Református Teológián s ösztöndíjjal Skóciában végezte, Debrecenben doktorált (1937). Lelkész Aninószán, 1941-től a nagyenyedi Bethlen Gábor Teológiai Akadémia, 1945-től Kolozsvárt a Protestáns Teológiai Intézet tanára. 1960-ban vonult nyugalomba. Hitbuzgalmi írásait az egyházi sajtó, szociális érzésű, a szülőföldhöz kötődő verseit, elbeszéléseit, cikkeit 1921-től kezdve a Pásztortűz, Erdélyi Helikon, Ifjú Erdély, Ellenzék, 1941 után az Erdélyi Gazda, Szövetkezés, Havi Szemle, Déli Hírlap közölte; később az Előre és Igazság hasábjain is jelentek meg írása. Szerepel a Versekben tündöklő Erdély (Kolozsvár 1941) és a Romániai magyar írók antológiája (Nagyenyed 1943) című kiadványokban. Összeállításában jelent meg Nagyenyeden a Virágoskert (1941) és Kalászok (1944) című vers- és mesegyűjtemény, valamint a Ki-ki magának orvosa (1944) című egészségügyi tanácsadó.
Önálló kötetei: Betemetett bányász (versek, Aninósza 1935); Most szedtem a fáról (novellák, Kv. 1938).